# Thesium pachyrhizum
Thesium pachyrhizum är en sandelträdsväxtart som beskrevs av A. Dc.. Thesium pachyrhizum ingår i släktet spindelörter, och familjen sandelträdsväxter. Inga underarter finns listade i Catalogue of Life.